# Jan Faye
Jan Faye (født 25. februar 1947) er en dansk filosof, der arbejder med metafysik, erkendelsesteori og videnskabsfilosofi. Han er uddannet i filosofi og fysik ved Københavns Universitet og har siden 1995 været lektor ved Københavns Universitet. Faye har bidraget afgørende inden for områder som forklaring, fortolkning, humaniora- og naturvidenskabsfilosofi, evolutionær naturalisme, bevidsthedsfilosofi, Niels Bohrs filosofi samt metafysiske emner vedrørende naturlove, tid, kausalitet og baglænskausalitet.

## Filosofiske værker

### Metafysik
I sin bog The reality of the future (1989) forsvarer Faye muligheden for baglænskausalitet, som er en udvidelse af hans danske doktorgrad fra 1981. Han hævder ikke blot, at en årsagssammenhæng i princippet kan være vendt om med respekt til tiden, fordi vores forestillinger om årsag ikke er afhængige af vores begreb om en tidslig retning. Han tolker det også sådan, at hvis baglænskausale processer var fysisk muligt, ville dette indebære årsagsprocesser, der beskrives som havende negativ energi fremad i tiden, og at enhver interaktion mellem tidsligt fremadrettede og bagudrettede kausalprocesser sandsynligvis ville krænke princippet om energibevarelse.
I et andet arbejde inden for metafysikken Experience and Beyond (2016) forkaster Faye en realistisk tilgang til erkendelsen af abstrakte objekter ved at hævde, at mennesker ikke igennem naturlig selektion er tilpasset til at erkende abstrakte objekter som virkelige uafhængig af deres kognitive funktion. Menneskets er igennem den biologiske evolution udviklet til at skaffe sig viden om den konkrete virkeligheden, og ethvert abstrakt begreb er dannet som en generalisering ud fra konkrete enkelttilfælde. I modsætning den realistiske opfattelse fastholder han, at vi konstruerer abstrakte begreber for at kunne tale om tings og egenskabers identitet over tid. Generelt er Faye en fortaler for en svag form for evolutionær epistemologi.

### Bevidsthedsfilosofi
I Fayes seneste bog, How Matter Becomes Conscious (2019), undersøger han, hvordan vi kan forstå bevidstheden ud fra det evolutionære-naturalistiske program, han har forfulgt i sine tidligere bøger. Faye argumenterer for, at bevidsthed ikke blot findes hos mennesker, men også er udviklet i mindre eller større grad hos dyr. Bevidsthed skal med andre ord forstås som en egenskab ved mange organismer opstået igennem naturlig selektion og tilpasning til omgivelserne. Traditionelt har materialistiske forklaringer af bevidstheden søgt at forstå bevidstheden ved at henvise til intrinsiske egenskaber ved hjernen. Problemet er imidlertid, at sådanne neurale eller funktionelle egenskaber synes ikke at kunne forklare vores oplevelse af kvalitative egenskaber som farver, som når vi ser en rød valmue, eller kunne forklare oplevelsen af smerter.
Faye mener derimod, at hjernens intrinsiske egenskaber blot fungerer som det kategoriske grundlag i forhold til manifestationen af bevidsthed, og at bevidsthedens egenskaber skal forstås som ekstrinsiske egenskaber, der fremkommer ved, at organismes neurale system konstant interagerer med sine omgivelser. At der findes ekstrinsiske træk over alt i naturen, og som hos organismer blandet andet manifesteres som bevidsthed, kan ifølge Faye ses manifesteret hos ethvert fysisk system, stort eller lille, som er under påvirkning af sine omgivelser. Påstanden kan illustreres med et stykke sukker opløseligt i vand. Opløseligheden er delvist bestemt af de intrinsiske egenskaber ved sukkermolekylerne, men opløselighed viser sig først som en ekstrinsiske egenskab, når sukker kausalt interagerer med vandet.

### Videnskabsfilosofi
Historisk set anses naturvidenskaberne, humanvidenskaberne og samfundsvidenskaberne at stå i modsætning til hinanden. Et sådant synspunkt er især blev fremført inden for den hermeneutiske tradition, men et lignede synspunkt kan også findes blandt de logiske positivister. I stedet argumenterer Faye i bogen Rethinking Science (2002), at disse discipliner har mere tilfælles med hinanden, end filosoffer sædvanligvis har givet udtryk for. Han argumenter for, at der findes visse grundlæggende metodologiske og kognitive standarder på tværs af naturvidenskaberne og menneskevidenskaber, fordi de mest generelle metoder som induktion, abduktion og slutning til den bedste forklaring afspejler vores kognitive praksis, som den er dannet ved naturlig selektion. Med argumenterne for en metodologisk, men ikke epistemisk, enhedsvidenskab påpeger Faye, at både natur- og samfundsvidenskab samt humaniora anvender fortolkninger og forklaringer for at opnå videnskabelig forståelse. I bøgerne After Postmodernism (2012) og The Nature of Scientific Thinking (2014) udvikler han en generel pragmatisk-retorisk teori om forklaring og fortolkning, der forsøger at dække alle former for forklaringer i videnskab og humaniora.
Som studerede blev Faye interesseret i Niels Bohrs filosofi, og hans fortolkning af Bohrs filosofiske bidrag til forståelsen af kvantemekanikken blev senere offentliggjort i Niels Bohr: His Heritage and Legacy (1991). Sammen med Henry Folse har han også redigeret flere antologier dedikeret til Bohrs fortolkning af kvantemekanik, som undertiden (men ikke helt præcist) kaldes Københavner-fortolkningen. Faye kaldte oprindeligt Bohr en objektiv antirealist, fordi han ser Bohrs fortolkning som et tilfælde af antirealisme med hensyn til kvantemekanikkens teori, men ikke med hensyn til atomiske enheder. Dele af den pragmatiske og naturalistiske tilgang til filosofiske problemer, der danner kernen i Fayes egen filosofi, kan spores tilbage til hans udlægning af Bohrs tanker.

### Erkendelsesteori
Faye udvikler sit naturalistisk synspunkt yderligere i bogen The Biological and Social Dimensions of Human Knowledge fra 2023. Heri argumenterer han for, at viden om verden er et naturlig fænomen, som vi genfinder blandt alle dyr. Viden er tillært i modsætning til instinkter. Faye skelner mellem tre former for viden, nemlig erfaringsviden, empirisk viden og teoretisk, hvoraf erfaringsviden er den mest grundlæggende. Denne form for viden fremtræder på fire forskellige måder. De ydre sanser giver sensorisk viden, som i høj grad består af billedbaseret viden, mens anden sensorisk viden er begrebsbaseret. De indre sanser er derimod ophav til legemliggjort viden, men også her kan vi tale om to måder, som denne viden fremstår på. Enten som adfærdsviden eller som handlingsviden. Faye argumenter endvidere for, at mange dyr også har begrebsbaseret viden, fordi de er i stand til ved hjælp af induktive processer at skelne mellem forskellige slags ting i deres opgivelser. Men det meste af dyrs erfaringsviden er billedbaseret, ligesom en stor del af mennesker erfaringsviden også er det.
På linje med en række andre filosoffer og sprogforskere hævder Faye, at begrebsdannelsen går forud for sprogdannelsen. Han argumenterer for, at sprogdannelsen udviklede sig samtidig med menneskeslægten udviklede selvbevidsthed. Undersøgelser tyder på, at evnen til at være opmærksom på sine egne og andres tanker er i en vis grad noget, som vi allerede finder hos vores nærmeste slægtninge. Med sproget får mennesket mulighed for at udvikle empirisk viden, som omfatter meget mere end blot den viden, som stammer fra sanseoplevelser og erindringer – det være sig viden om relationer, dispositioner, og fortid og fremtid.  For at forklare denne udvikling tilslutter Faye den ekspressive sprogteori, der går ud på, i modsætning til megen anden sprogteori, at ord er den grundlæggende semantiske enhed, og at ords mening fastlægges igennem sprogbrugernes intentioner. Dette er netop muligt, fordi evolution har tilpasset vores sanser og dermed evnen til ensartet begrebsdannelse, så den er den samme for alle mennesker. Først med empirisk viden opstår der visse krav til troværdig kommunikation og dermed et krav om, at sandheden af ens formodninger og overbevisninger skal kunne begrundes, hvis de bliver udfordret af andre.
Endelig peger Faye på teoretisk viden, som den sidste form for viden, hvor vi har sande overbevisninger om ting, vi ikke kan se med det blotte øje. Især denne form for viden beror på, at forskerne igennem eksperimenter og observationer kan opnå enighed om, hvilke usynlige genstande der findes. I den forbindelse afviser Faye videnskabelig realisme, det synspunkt at videnskabelige teorier er sande eller tilnærmelsesvis sande. I steder betragter han teorier som bestående af en række implicitte definitioner og eksplicitte sprogregler.

## Udgivne bøger
- Et naturfilosofisk essay om tid og kausalitet. Doktordisputats. I kommission hos Jørgen Paludans Forlag, København 1981. 185 sider.
- Aase Faye: Danske Støbejernskors. Skrevet og udgivet af Jan Faye. Arnold Busch - Nyt Nordisk Forlag, København 1988, 247 sider.
- The reality of the future. An essay on time, causation and backward causation. Odense University Press, Odense 1989, 320 sider. ISBN 87-7492-710-8
- sammen med Mona Christensen, Vilhelm Petersen - en glemt guldaldermaler. Helsingør Kommunes Museer - Marienlyst Slot, Helsingør 1990, 111 sider.
- sammen med Mona Christensen, Marinemaleren C.F. Sørensen. Helsingør Kommunes Museer - Marienlyst Slot, Helsingør 1991, 184 sider.
- Niels Bohr: His Heritage and Legacy. An anti-realist view of quantum mechanics. Series: Science and Philosophy, vol. 6. Kluwer academic publishers, Dordrecht/Boston/¬London 1991, i-xxii + 263 sider. ISBN 0-7923-1294-5
- Athenes kammer. En filosofisk indføring in videnskabernes enhed. Høst & Søn. København 2000, 220 sider. ISBN 87-14-29649-7
- Rethinking Science. A Philosophical Introduction to the Unity of Science. Ashgate. Aldershot/Burlington/Singapore/Sidney 2002. i-viii + 219 sider. ISBN 0-7546-0660-0
- Verdensbilleder – Fra rum og tid til rum-tid. Aarhus: Aarhus Universitetsforlag 2008, 196 sider. ISBN 978-87-7934-357-3
- Kvantefilosofi. Ved erkendelsens grænser. Aarhus: Aarhus Universitetsforlag 2010, 169 sider. IBSN 978-87-7934-577-5
- After postmodernism. A naturalistic reconstruction of the humanities. London: Palgrave Macmillan 2012, 224 sider. ISBN 978-0-230-34856-1
- The Nature of Scientific Thinking. On Interpretation, Explanation, and Understanding. London: Palgrave Macmillan 2014, xiv + 333 sider. ISBN 978-1-137-38982-4
- Kundskabens træ. Introduktion til naturalistisk videnskabsfilosofi. (The Tree of Wisdom. Introduction to naturalistic philosophy of science). Frederiksberg: Samfundslitteratur 2015. 359 sider. ISBN 978-87-593-1990-1
- Experience and Beyond. The Outline of a Darwinian Metaphysics. London: Palgrave-Macmillan, 2016. xiv + 342 sider. ISBN 978-3-319-31076-3
- How Matter Becomes Conscious. A Naturalistic Theory of the Mind. London: Palgrave-Macmillan, xviii + 329 sider. ISBN 978-3-030-16137-8
- The Biological and Social Dimensions of Human Knowledge. London: Palgrave Macmillan, 2023. ISBN 978-3-031-39136-1

## Redigerede bøger
- sammen med Hannes Stephensen (red.): Marienlyst Slot. Det kongelige lystanlæg ved Helsingør. Forord. Christian Ejlers Forlag, København 1988. 272 sider.
- sammen med Henry Folse (red.): Niels Bohr and Contemporary Philosophy. Forord og Introduktion (xii-xxvii). Series: Boston Studies in the Philosophy of Science, vol. 153. Kluwer Academic Publishers, Dordrecht/¬Bos¬ton/London 1994. i-xxvii + 377 sider. ISBN 0-7923-2378-5
- sammen med Uwe Scheffler & Max Urchs (red.): Logic and Causal Reasoning. Forord og Introduktion (pp. 1-25). Akade¬mie Verlag, Berlin 1994. i-ix + 287 sider. ISBN 3-05-002599-9
- sammen med Uwe Scheffler & Max Urchs (red.): Perspectives on Time. Forord og Introduktion. (pp. 1-58). Series: Boston Studies in the Philosophy of Science, vol 189. Kluwer Academic Publishers, Dordrecht/Boston/London 1997, 460 sider. ISBN 0-7923-4330-1
- sammen med Thomas Söderqvist, Helge Kragh & Alan Rasmussen (red.): Videnskabernes København. Forord og Introduktion (pp. 7-23). Roskilde Universitetsforlag 1998, 276 sider. ISBN 87-7867-038-1
- sammen med Henry Folse (red.): Causality and Complementary. Niels Bohr’s Philosophical Writings, Volume 4. Forord og Introduktion (vii, pp.1-23). Ox Bow Press 1999. 191 sider. ISBN 1-881987-14-0
- sammen med Uwe Scheffler & Max Urchs (red.): Things, Facts and Events. Forord og Introduktion (pp. 1-64). Series: Poznan Studies in the Philosophy of the Sciences and the Humanities, vol. 76, Rodopi, Amsterdam/Atlanta 2000. 506 sider. ISBN 90-420-1533-0
- sammen med Evandro Agazzi (red.): The Problems of the Unity of Science. Introduktion (pp. v-xiii) World Scientific Publishing Co. New Jersey/London/Singapore/Hong Kong 2001. 194 sider. ISBN 981-02-4791-5
- sammen med Paul Needham, Uwe Scheffler & Max Urchs (red.): Nature’s Principles. Forord og Introduktion (s. 1-53). Series: Logic, Epistemology and the Unity of Science, vol. 4. Springer. Dordrecht 2005. 292 sider. ISBN 1-4020-3257-9
- sammen med Hanne Andersen (red.): Arven efter Kuhn. Introduktion “Thomas S. Kuhn” (pp. 9-34). Frederiksberg: Roskilde Universitetsforlag, 2006. 243 sider. ISBN 87-7867-338-0
- sammen med Finn Collin (red.): Ideer vi lever på. Forord ”Ideer vi lever på. Humanistisk viden i videnssamfundet” (pp. 9-16). København: Akademisk Forlag 2008. 274 sider. ISBN 978-87-500-3983-9.
- sammen med Claus Emmeche (red.): Hvad er forskning? Normer, videnskab og samfund. Introduktion (pp. 7-22). Frederiksberg: Nyt fra samfundsvidenskaberne, 2010. 275 sider. ISBN 978-87-7683-022-9.
- sammen med David Budtz Pedersen (red.): Hvordan styres videnssamfundet? Demokrati, ledelse og organisering. Introduktion (pp.7-29). Frederiksberg: Nyt fra samfundsvidenskaberne 2012. 399 sider. ISBN 978-87-768-3026-7
- sammen med Henry Folse (red.) Niels Bohr and Philosophy of Physics. Twenty First Century Perspectives. Introduktion (pp. 1-16). London: Bloomsbury 2017. 384 sider. ISBN 978-1-350-03511-9.
- Klimaet under forandring – og hvad så? Klimakrisen set i et videnskabeligt, etisk og politisk perspektiv. Frederiksberg: Frydenlund. ISBN 978-87-7216-144-0
- sammen med Asger Kirkeby-Hinrup: Moderne bevidthedsfilosofi. København: Nord Academic/Gads forlag, 2022. ISBN 978-87-12-06855-6